# Meloe proscarabaeus
Meloe proscarabaeus је врста тврдокрилца из породице мајака (Meloidae). Настањује топла и осунчана станишта, попут ливада и рубова поља.

## Распрострањење
У Европи је широко распрострањена, а у Србији је бележена у свим крајевима изузев југозападног дела.

## Животни циклус
Женка у земљу полаже јаја из којих се након одређеног времена развијају ларве. Ларве се пењу на травке и цветове зељастих биљака у циљу качења за потенцијалног инсекта домаћина. Најчешћи је инсект домаћин нека солитарна пчела. Када успеју да се закаче за пчелу она их односи у своје гнездо, а тамо ова врста мајаца живи паразитски. Храни се пчелињим јајима, поленом и нектаром. Ларва у пчелињем гнезду метаморфозира у последњи стадијум развоја- одраслог инсекта који напушта гнездо у потрази за партнером.